# Coranisti
I coranisti (in arabo قرآنيون‎?, Qurʾāniyyūn), o coraniti, o musulmani coranici, spesso chiamati dai musulmani tradizionali musulmani anti-ʾaḥādīth sono quei musulmani, considerati eretici dai fondamentalisti islamici, che accettano il Corano, testo sacro dell'Islam, rifiutando l'autorità religiosa e/o l'autenticità degli ʾaḥādīth (parole, silenzi, fatti e inazioni attribuiti al profeta Maometto). I coranisti seguono esclusivamente il Corano e sostengono, sulla base di alcuni versi, che il suo messaggio sia chiaro e completo, e che possa essere completamente compreso senza fare riferimento ad altre fonti.
Uno dei primi esempi della teologia coranista risale al periodo abbaside: il poeta, teologo e giurista Ibrāhīm al-Nazzām fondò un movimento, chiamato Nazzāmiyya, che rifiutava l'autorità degli ʾaḥādīth, facendo riferimento al solo Corano.
Essi quindi costituiscono la versione islamica del Caraismo ebraico e del movimento protestante Sola scriptura.
Le differenze dottrinarie con i musulmani "ortodossi" (sunniti e sciiti) spaziano da questioni di secondaria importanza al nucleo delle credenze fondamentali, come i cinque pilastri dell'Islam. Aree significative di divergenza sono:
- La shahāda (affermazione di fede):

I coranisti dicono lā ilāha illā Allah (non c'è divinità all'infuori di Dio) invece di usare la versione sunnita lā ilāha illā Allāh, Muḥammad rasūl Allāh (non c'è divinità all'infuori di Dio, Muḥammad è l'Inviato di Dio) o quella sciita lā ilāha illā Allāh, Muḥammad rasūl Allāh wa ʿAlī walī Allāh (non c'è divinità all'infuori di Dio, Muḥammad è l'Inviato di Dio e ʿAlī è il reggente per conto di Dio). Soltanto la frase lā ilāha illā Allāh compare infatti, alla lettera, all'interno del Corano.
- I coranisti rifiutano gli ʾaḥādīth. I sunniti e gli sciiti affermano che essi sono ”detti, silenzi, fatti e inazioni” attribuiti al profeta Muḥammad (Maometto) e radunati in forma scritta più di duecento anni dopo la sua morte, ma riconosciuti come veritieramente tramandati oralmente di generazione in generazione. I coranisti invece ritengono che lo straordinario numero di ʾaḥādīth (circa 300.000, a fronte delle appena 114 sure coraniche) e la loro raccolta, alla luce dell'eccessivo lasso temporale che separa la vita di Maometto dal momento in cui essi furono raccolti e vagliati criticamente, purgandoli parzialmente dalle falsificazioni e dai semplici errori di trasmissione e messi per iscritto, costituisca un elemento di confusione - vista l'abbondanza di contraddizioni al loro interno - e di pericolo di oblio del portato coranico, e ritengono che il Corano sia completamente dettagliato e spiegato chiaramente, visto che il Corano stesso si proclama tale[2].

I sunniti e gli sciiti considerano il Corano una fonte insufficiente di guida, dal momento che esso non si occupa di dettagli e delle numerose fattispecie giuridiche evidenziatesi solo dopo la nascita della Umma islamica, e che il testo sacro debba quindi essere integrato dalla Sunna del Profeta, composta da ʾaḥādīth, malgrado riconoscano che tali tradizioni debbano comunque essere considerate come una seconda fonte del diritto islamico, assoggettate in ogni caso ai principi espressi dal Corano.
In tal modo, di fatto, i coranisti rifiutano la Sharīʿa tradizionalista, costituita appunto dall'insieme di Corano e Sunna del Profeta, sostenendo che l'unica fonte della Sharī'a sia il Corano.
- I coranisti considerano di tre mesi (dei quattro mesi sacri) il periodo destinato al pellegrinaggio canonico (Ḥajj)[3] a Mecca, poiché questo è quanto affermato nel Corano, al contrario dei musulmani sunniti e sciiti che indicano come valido il Ḥajj adempiuto nel solo mese di Dhū l-ḥijja. Come i musulmani sunniti e sciiti, anche i coranisti tuttavia eseguono il Pellegrinaggio canonico in un periodo di 4 giorni complessivi, ma non necessariamente tra l'8 e il 12 di quel mese lunare.[4]

I coranisti inoltre considerano una superfetazione non coranica il culto della Pietra Nera, il baciarla o toccarla nel corso del Ḥajj o della ʿumra per acquisire particolari meriti.
- La schiacciante maggioranza[senza fonte] dei coranisti prega 5 volte al giorno, analogamente ai sunniti e agli sciiti. Una parte dei coranisti osserva però che il Corano menziona solo 3 preghiere e non 5,[5] e quindi a 3 sole preghiere essi si limitano, mentre una parte più contenuta di altri coranisti, riferendosi ad altri versetti coranici,[6] limita a due le preghiere giornaliere (all'alba e al tramonto).
- I coranisti non impongono alcun impedimento al fatto che le donne guidino le preghiere come imām e che pronuncino sermoni (khuṭba) nella ṣalat al-ẓuhr,[7] poiché nel Corano non si dice nulla che lo vieti, mentre questo è considerato ḥaram (proibito) dai teologi sunniti e sciiti.
- Una donna coranista mestruata può eseguire la ṣalat (preghiera quotidiana canonica), entrare in una moschea e toccare il Corano, poiché il Corano proibisce alle donne mestruate unicamente il rapporto sessuale o il contrarre nuovo matrimonio entro i primi tre cicli mestruali dal momento in cui ella sia stata ripudiata dal marito. Il Corano non menziona altri divieti legati alle mestruazioni.
- L'adhān (richiamo alla preghiera) coranista può essere diverso dall'adhān musulmano "ortodosso". L'adhān coranista sottolinea la menzione di Dio soltanto, visto che il Corano sostiene che la preghiera e i luoghi di culto siano per Dio solo.
- L'ammontare della zakāt (elemosina canonica per "purificare la propria ricchezza") è identificato dai seguaci degli ʾaḥādīth nel 2,5% del patrimonio del credente, secondo formule basate su fonti secondarie extra-coraniche. Inoltre la dottrina "ortodossa" la esige una sola volta l'anno, mentre per un coranista ciò che eccede dalla misura imposta può essere versato volontariamente, in ragione di un eventuale maggior introito, una volta al giorno, una al mese o una all'anno. Il Corano non specifica la cifra da dare, ma il pagamento della zakāt deve avvenire in stretta prossimità temporale rispetto al momento in cui la ricchezza si è accresciuta. Questo risponde all'obbligo morale di provvedere ai poveri non una sola volta l'anno.
- La circoncisione maschile (considerata "raccomandabile", ossia sunna, dai musulmani "ortodossi") e quella femminile (non pretesa in alcun modo dall'Islam "ortodosso", essendo questa pratica mutilatoria il frutto di tradizioni locali in pochi paesi della vasta Dār al-Islām), non ha alcun posto nella teologia coranista.[8]
- La maggioranza dei coranisti ritiene ḥaram (proibito) il consumo delle sostanze inebrianti come d'altronde i musulmani "ortodossi"; il Corano le descrive come abominio e opera del diavolo, e menziona la presenza di peccato in esse come d'altronde la presenza di alcuni benefici, sottolineando però che il peccato è maggiore del beneficio. Una minoranza di coranisti ritiene invece, sulla scorta di altri versetti coranici,[9] che l'alcol non sia proibito di per sé e che l'unica restrizione sia quella di evitare di eseguire le preghiere in stato di ebbrezza.[10]
- I coranisti non considerano i cani impuri o da evitare, mentre il possesso di cani e l'interazione con essi è scoraggiata dai musulmani "ortodossi", che nulla eccepiscono riguardo ai gatti.
- I coranisti sono liberi di ascoltare e praticare musica e di ballare senza restrizioni, perché in nessun luogo il Corano ne menziona esplicitamente il divieto o l'inibizione (frutto di interpretazione degli ʿulamāʾ). Le comunità musulmane "ortodosse" permettono la musica e la danza soltanto in precisi casi, sottoponendo queste manifestazioni artistiche a severe restrizioni.
- I musulmani "ortodossi" sono incoraggiati a vestire seguendo lo stile del Profeta Muhammad o delle sue mogli, il che comprende farsi crescere la barba fino a una certa lunghezza, tagliarsi i baffi, indossare un copricapo e indossare un niqāb (atto a coprire il viso muliebre) o un ḥijāb (un velo sui capelli), a seconda del madhhab di riferimento. È loro sconsigliato o vietato di vestire in altri modi, come per esempio l'uso per gli uomini di abiti solo di colore rosso, di seta e l'indossare gioielli in oro. Le regole sull'abbigliamento non hanno alcun ruolo nella teologia coranista; l'unico obbligo è di vestire in modo modesto, secondo la prescrizione del Corano. I coranisti concordano sul fatto che alle donne non sia richiesto il velo, e il niqāb non ha alcun ruolo nella teologia coranista.

Tra i movimenti islamici sunniti che hanno proposto linee interpretative del Corano vi sono oggi il movimento dei coranisti, dei movimenti liberali nell'islam e, per quanto poco noto, dai salafiti (vedi Riformismo islamico).